# آقاخان سوم
سلطان محمد شاه یا آقاخان سوم (۱۹۵۷–۱۸۷۷م) چهل و هشتمین امام نزاریه بود. از پایه‌گذاران مسلم لیگ هند و نخستین رئیس آن از سال ۱۹۰۶ تا ۱۹۱۲ میلادی و نماینده هند در جامعه ملل(۱۹۳۷–۱۹۳۴م) و در مدت ۱۹۳۷–۱۹۳۸ رئیس جامعه ملل (نسخه قدیمی سازمان ملل متحد) بود. او از ۱۸۸۵ تا ۱۹۵۷ امام اسماعیلیان بود.

## اوایل زندگی
او در کراچی که در زمان راج بریتانیا سند خوانده می‌شد در پاکستان کنونی در سال ۱۸۷۷ از آقاخان دوم و همسر سومش نواب علیا شمس‌الملوک، نوه فتحعلی شاه، به دنیا آمد.
او تحصیلات خودرا در هند نزد معلمان انگلیسی و دانشمندان فارسی و عربی فرا گرفت. به زبان‌های فارسی، عربی، انگلیسی و فرانسوی مسلط بود و به شعر و ادبیات پارسی علاقمندی خاصی داشت تا جاییکه خودش می‌گوید در خانوادهٔ ما بالای سفره غذا همیشه صحبت از شعر و ادبیات بود.
پس از کالج ایتون، به تحصیل در دانشگاه کمبریج انگلیس پرداخت.

## فعالیت‌های سیاسی
آقاخان دو سال عضو شورای قانون‌گزاری نایب‌السطنه هند بود. او بیشترین توجه و تمرکز خود را روی یک نظام آموزشی همه شمول و مدرن داشت. او در جریان همان سالها متوجه شد که حزب کنگره هند به عنوان تنها نهاد سیاسی قادر به نمایندگی مسلمانان شبه‌قاره نیست و برای همین با تعداد از شخصیت‌ها و رهبران جوامع مسلمان مجمع سراسری مسلمانان هند را پایه گزاری کرد و از سال ۱۹۰۶ تا ۱۹۱۲ به عنوان رئیس آن انتخاب شد.
آقاخان سوم در سال ۱۹۲۸ کنفرانس سرتاسری مسلمانان هند را رهبری و ریاست کرد. در همین کنفرانس بود که مسلمانان مانیفست سیاسی خودرا برای آینده و نحوه استقلال شبه‌قاره هند تدوین کردند. به همین لحاظ آقاخان سوم به عنوان بانی استقلال شبه‌قاره هند شناخته می‌شود.

## دانشگاه علیگر
آقاخان سوم از بنیان‌گذاران دانشگاه مسلمانان علیگر است. او باور داشت که مسلمانان شبه‌قاره باید صاحب یک کانون علمی باشد که در آینده در جمع دانشگاه‌های معتبر جهان رده‌بندی شود. او از هزینه شخصی خود و همچنان جمع‌آوری اعانه نزدیک به چند میلیون روپیه هندی را جمع‌آوری و دانشگاه علیگر را تأسیس کرد. این دانشگاه در شکل دهی افکار مسلمانان شبه‌قاره تأثیر به سزای داشته است. کشور پاکستان محصول همین دانشگاه است.
آقاخان به ترویج علم و دانش توجه جدی داشت و روی همین ملحوظ مکتب‌های زیادی را در بین اسماعیلیان ترویج کرد که تعداد از آن مکاتب مخصوص دختران بود.

## فعالیت‌های بین‌المللی
آقاخان به عنوان امام یک جماعت متنوع و متکثر که در کشورهای جهان اسلام پراکنده بود، در عرصه سیاست بین‌الملل حضور مؤثر داشت. او در کنفرانس‌های زیادی نمایندگی مسلمانان شبه‌قاره هند را به عهده داشت. در کنفرانس‌های که محمدعلی جناح بنیان‌گذار پاکستان و گاندی از اعضای آن بودند.
در سال‌های ۱۹۳۷–۱۹۳۸ رئیس جامعه ملل بود. او نخستین مسلمان و نخستین آسیایی بود که به عنوان رئیس جامعه ملل انتخاب شده بود.
آقاخان سوم مخالف تجزیه امپراتوری عثمانی بود و باور داشت که این حق مسلمانان است که در سرنوشت سیاسی خود تصمیم بگیرند و کشورهای غرب نباید در سرزمین‌های تحت حاکمیت سلطان ترکیه مداخله کند. او برای جلوگیری از مداخله غرب در امور کشورهای مسلمان به خصوص در جلوگیری از فروپاشی امپراتوری عثمانی تلاشهای زیادی به خرج داد. در این رابطه مقالات در روزنامه تایمز نوشت.
آقاخان سوم تلاش کرد تا ترکیه در زمان جنگ جهانی اول بی‌طرف بماند و در حالی که کشورهای غربی دچار بحران است ترکیه این فرصت را دارد که سیاست داخلی خودرا سرو سامان ببخشد. اما ترکیه زیر فشار آلمان در جنگ شرکت کرد و امپراتوری مسلمانان فرو پاشید. با این وجود ، آقاخان سوم در هزینه های جنگ ، به ترکیه کمک کرد.

## مبارزه با همه‌گیری طاعون
آقاخان سوم در زمان همه‌گیری طاعون در بمبئ زندگی می‌کرد. او در کتاب خاطرات خود می‌نویسد که همه‌گیری طاعون ابعاد فاجعه‌باری داشت و نظام بهداشتی وقت جز توصیه‌های پیش‌گیری قادر به هیچ کار عملی و مهمی که بتواند برای جلوگیری از طاعون موثر باشد، نبود. بنابر این، شخصاً به سراغ پروفیسو هافکین رفت و متعهد شد که از برنامه‌های هافکین در کشف واکسن حمایت همه‌جانبه می‌کند. آقاخان یکی از قصرهای خود را در اختیار هافکین گذاشت و شخصاً از نخستین کسانی بود که از واکسن هافکین استفاده کرده و همچنان به پیروان خود ابلاغ کرد که باید از الگوی او پیروی نموده و واکسن تلقیحی هافکین را بپذیرند. این روش آقاخان و هافکین نتیجه‌ی مثبت داشت و به زودی آمار بهبود یافته‌گان در میان اسماعیلیان افزایش و شمار مبتلایان به طاعون کاهش پیدا کرد. هافکین به مدت دوسال در کاخ آقاخان به کارهای خود ادمه داد و سرانجام دولت هند متقاعد شد که برنامه‌های او مؤثر است و آن را در چوکات یک قرارداد رسمی پذیرفت.

## آثار

### هند درحال تحول
آقاخان در این کتاب آینده شبه‌قاره هند را پس از جنگ جهانی اول ، بررسی کرده و راه‌حل‌هایی برای آینده آن پیشنهاد می‌کند. آقاخان سوم «فدراسیون آسیای جنوبی» را در هند در حال گذار پیشنهاد کرد که هند ممکن است مجدداً در برخی ایالت‌ها سازماندهی شود و این ایالت‌ها باید شکل خودمختاری داشته باشند. او اولین کسی بود که طرح تفصیلی چنین فدراسیونی از هند را طراحی کرد.

### خاطرات آقاخان
این کتاب در سال ۱۹۵۳ از سوی انتشارات سایمون اند سوشتر نشر شده که علاوه بر فعالیت‌های بین‌المللی امام، روایت مهمی از چگونگی مدیریت و رهبری نهادهای مختلف و جماعت جهانی اسماعیلی در قرن ۱۹ و ۲۰ است. این کتاب توسط گلاب‌الدین سخنور و محب‌علی الطاف به پارسی ترجمه و از سوی نشر فرم در جولای 2024 چاپ شده است. خاطرات آقاخان به زبان نروژی ترجمه و از سوی انتشارات آسکیهوگ نشر شده است که فعلا در کتابخانه ملی این کشور در بخش آرشیو دیجیتال آن قابل دسترس است.

## جانشین
آقاخان سوم نوه‌اش شاهزاده کریم آقاخان را جانشین خود برای امامت اسماعیلی برگزید. او در وصیت‌نامه خود نوشته است که با در نظر داشت تغیرات گسترده در جهان از جمله اکتشافات فیزیک اتمی، متقاعد شده‌ام که به نفع جماعت اسماعیلی نزاری است که یک مرد جوان که در سالیان اخیر و در میانه عصر نوین بالیده و رشد یافته جانشین من شود تا بتواند به امامت چشم‌انداز نوینی را به وجود آورد. بنا براین نوه‌اش را که در آن زمان بیست سال عمر داشت به امامت اسماعیلی برمی‌گزیند.
آقاخان سوم در ۱۱ ژوئیه ۱۹۵۷ در گذشت و طبق وصیت‌نامه خودش در مصر دفن شده است.

## وفات
آقاخان سوم پس از نزدیک به هفتاد و سال امامت، در ۱۱ جولای ۱۹۵۷ در سویس چشم از جهان پوشید. پیکر او حدود دو سال بعد در تاریخ  ۱۹ فوریه ۱۹۵۹  به مصر منتقل شد و  طبق وصیت خودش در فراز تپه ای در شهر اسوان  این کشور و با چشم انداز رود نیل، به خاک سپرده شد.